# انجیرمرغ استرالیایی
انجیرمرغ استرالیایی (نام علمی: Sphecotheres vieilloti) نام یک گونه از سرده انجیرمرغ است.